# Áquila Roux
Áquila Roux (12 september 1995) is een Braziliaans wielrenner die in 2014 reed voor Clube DataRo de Ciclismo-Bottecchia.

## Carrière
In 2013 nam Roux deel aan de wegwedstrijd voor junioren op het wereldkampioenschap, waarin hij op plek 74 eindigde. Vanaf half april van het volgende jaar reed hij voor Clube DataRo de Ciclismo-Bottecchia. Namens die ploeg werd hij onder meer zevende in de vierde etappe van de Ronde van Paraná. In 2015 werd Roux, achter Fernando Finkler en Nathan Mahler, derde in het jongerenklassement van de Ronde van Rio de Janeiro. Finkler werd later echter geschorst vanwege dopinggebruik, waardoor Mahler als winnaar werd aangewezen en Roux naar de tweede plaats steeg. In november van dat jaar werd hij achttiende in de Copa América de Ciclismo.

## Ploegen
- 2014 –  Clube DataRo de Ciclismo-Bottecchia (vanaf 10-4)

Baena · Cabrera · Chiarello · dos Santos · Egídio · Godoy · Melo · Mendes · Panizo · T.Rodrigues · Roux · dos Santos · Silva · Vieira · Weber